# Čataj
Čataj é um município da Eslováquia, situado no distrito de Senec, na região de Bratislava. Tem 12,87 km² de área e sua população em 2019 foi estimada em 1182 habitantes.

## Demografia
| Ano:        | 1994 | 2004   | 2014    | 2024   |
| ----------- | ---- | ------ | ------- | ------ |
| Broj ljudi: | 952  | 972    | 1154    | 1191   |
| Razlika:    |      | +2,10% | +18,72% | +3,20% |

| Ano:               | 2023 | 2024   |
| ------------------ | ---- | ------ |
| Número de pessoas: | 1210 | 1191   |
| Diferença:         |      | -1,57% |